# Jaromierki
Jaromierki – kolonia wsi Osina w Polsce, położona w województwie zachodniopomorskim, w powiecie myśliborskim, w gminie Barlinek. Leży przy drodze Barlinek - Przelewice. Znajduje się tutaj nowy cmentarz komunalny dla miejscowości Barlinek.
W latach 1975–1998 kolonia administracyjnie należała do województwa gorzowskiego.